# Villa Grimaldi Fassio
La villa Grimaldi Fassio est un édifice civil historique entouré d'un vaste parc situé dans le quartier Nervi, dans la ville de Gênes. Propriété de la municipalité et située dans les parcs de Nervi, elle est depuis 1993 le siège de la collection des frères Frugone.

## Histoire et description
La date exacte de construction de l'édifice n'est pas connue, mais elle est située par divers experts au XVIe siècle. À côté de la villa se trouve une ancienne chapelle, désaffectée, datant de la seconde moitié du XVIIIe siècle (présente, comme le bâtiment, sur une carte du XVIIIe siècle du cartographe de la république de Gênes Matteo Vinzoni).
À la fin du XIXe siècle, la villa est inscrite au cadastre napoléonien comme « bâtiment de villégiature » appartenant à Croce Giuseppe fu Andrea, et la famille Croce semblerait être la descendante des Grimaldi.
En 1931, la villa a été vendue à la famille Brizzolesi qui l'a revendue en 1956 aux armateurs Fassio Tomellini, qui ont apporté des modifications majeures à la structure du bâtiment, sur la base d'une conception de l'architecte Luigi Carlo Daneri, comprenant la création d'un nouveau hall avec accès au parc. La municipalité de Gênes a acheté la villa et le parc environnant (d'environ 12 000 m2) à ces derniers propriétaires en 1979.

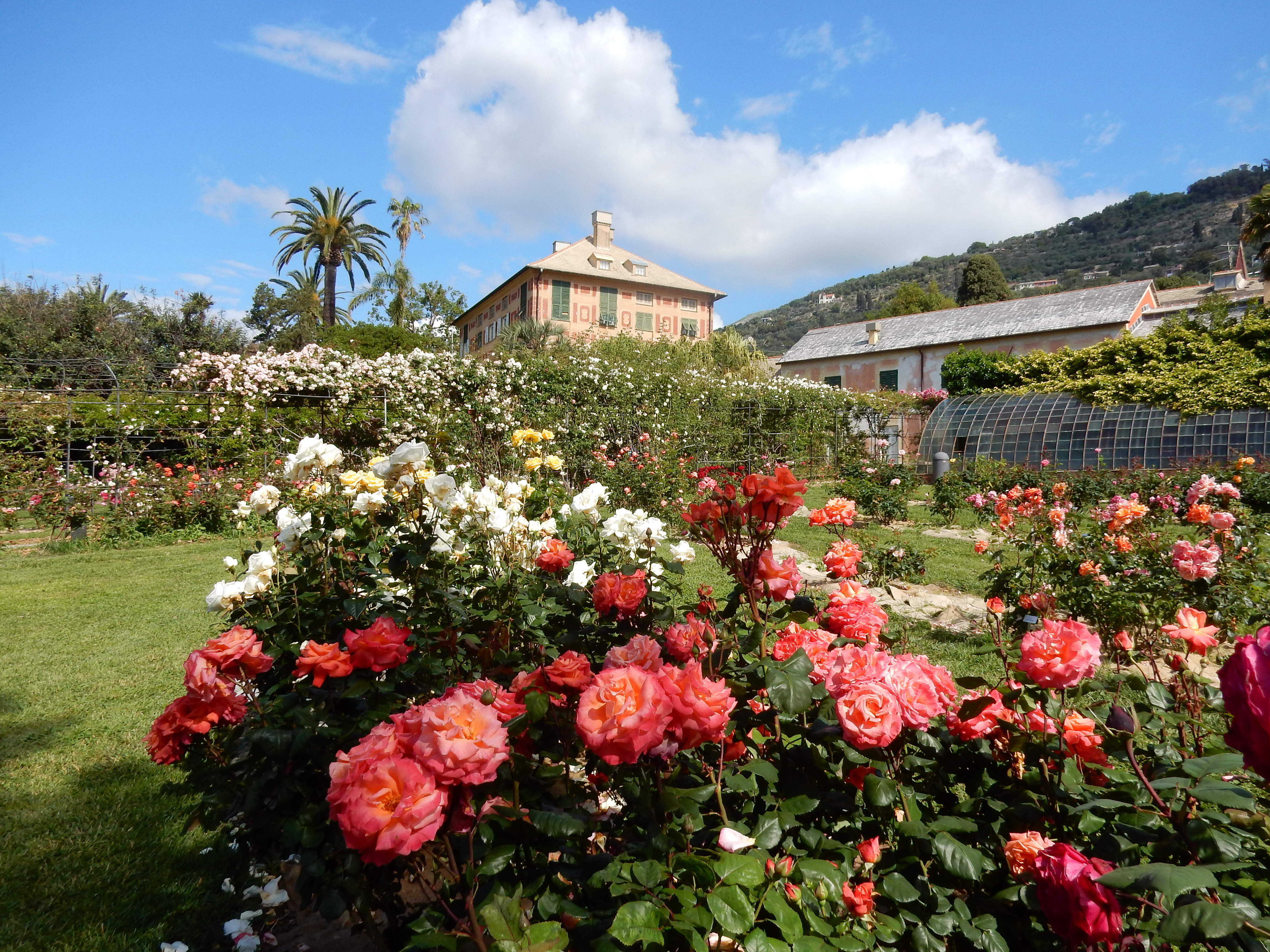
Détail de la roseraie

Depuis 1993, la villa abrite les collections des frères Frugone et la partie orientale de son parc abrite une grande roseraie, qui comptait autrefois environ 800 variétés de roses différentes, et qui a été restaurée et nommée d'après son créateur Luigi Viacava en avril 2012.

## Articles connexes

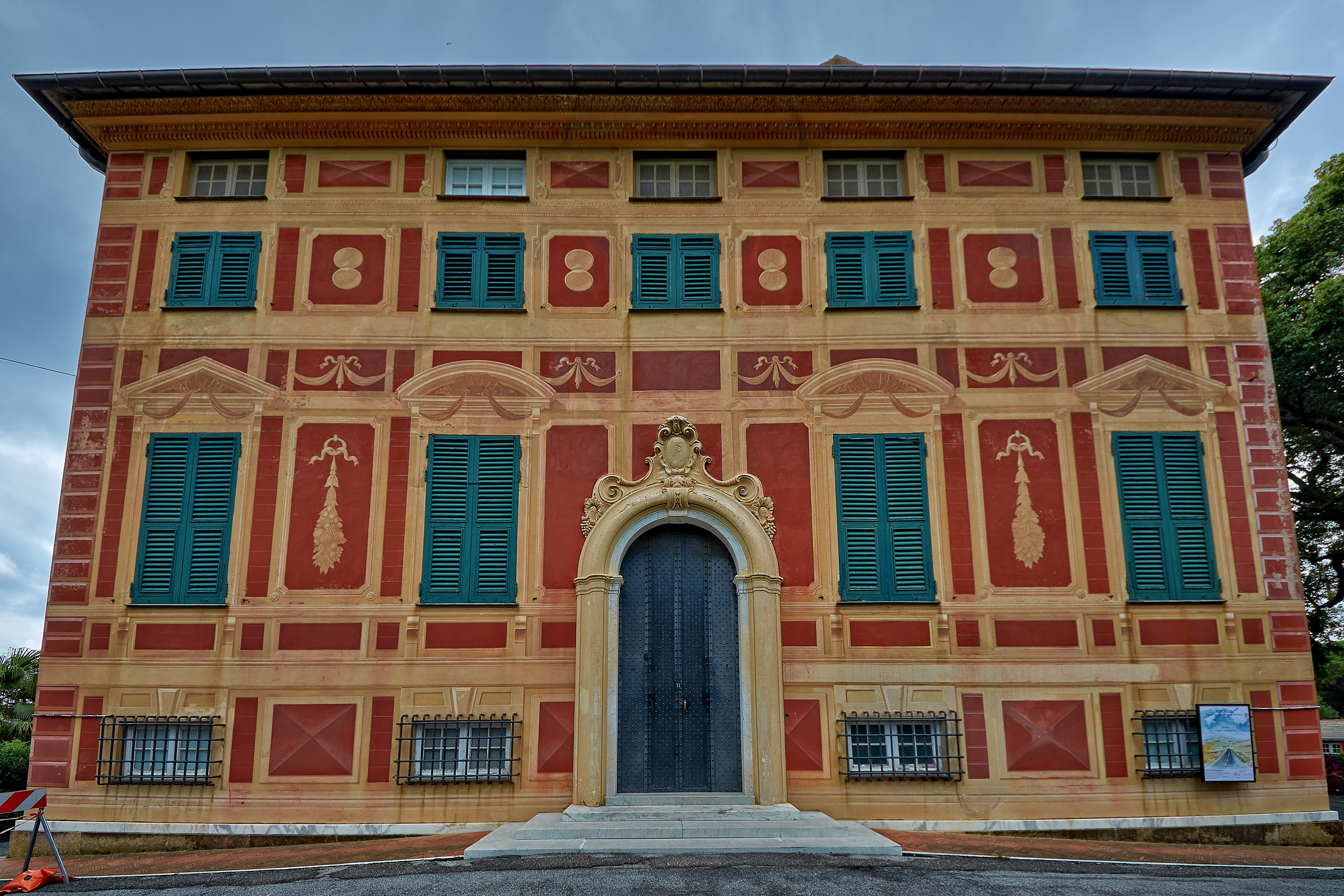
Une autre vue de la villa

## Source de traduction
- (it) Cet article est partiellement ou en totalité issu de l’article de Wikipédia en italien intitulé « Villa Grimaldi Fassio » (voir la liste des auteurs).